# Ptochaula niphadopa
Ptochaula niphadopa is een vlinder uit de familie van de Immidae. De wetenschappelijke naam van de soort is voor het eerst geldig gepubliceerd in 1920 door Edward Meyrick.